# ローラ・ディーン
ローラ・ディーン（Laura Dean, 1963年5月27日 - ）は、アメリカ合衆国の女優。

## 出演

### 映画
- フェーム Fame（1980年） - リサ 役
- 陽気にフリンやろう!（英語版） Almost You（1985年）
- エマニエル パリの熱い夜（英語版） Emmanuelle VII, Digital Paradise（1993年）

### テレビドラマ
- フレンズ Friends 3rd Season, 4th Season（1997年） - ゲスト出演